# Ensete ventricosum
L'ensete (Ensete ventricosum (Welw.) Cheesman) è una pianta della famiglia Musaceae, nota anche come falso banano o pseudo-banano. 
Nel 1991 il governo etiope ha dichiarato l'enset coltura nazionale. Coltivato per il contenuto di amido accumulato nel suo cormo, soprattutto da piccoli agricoltori, sostiene la sicurezza alimentare di circa 20 milioni di persone ed ha meritato il titolo di Albero contro la fame, soprattutto per la sua resistenza alla siccità. Può essere raccolto in qualsiasi momento dell'anno, per diversi anni. La pianta è definita Coltura delle donne per il ruolo preponderante delle donne nella maggior parte delle operazioni, in particolare della raccolta e della lavorazione del prodotto. L'estrazione dell'amido è un processo che richiede un notevole impegno di forza lavoro e l’adozione di tecnologie anche semplici di processamento potrebbe ridurre significativamente l’impegno fisico e i tempi di lavorazione, aumentando nel contempo la resa e il valore del prodotto.

## Storia
La forma selvatica di Ensete ventricosum si è diffusa nell'Africa tropicale dall'Etiopia, dove fu domesticata circa 8000 anni fa, attraverso il Kenya, l'Uganda e la Tanzania a sud fino al Mozambico e al Sudafrica, e a ovest fino alla Repubblica Democratica del Congo. Il genere Ensete comprende sette specie, tre nell'Africa tropicale, una in Madagascar e tre nell'Asia tropicale.

## Descrizione

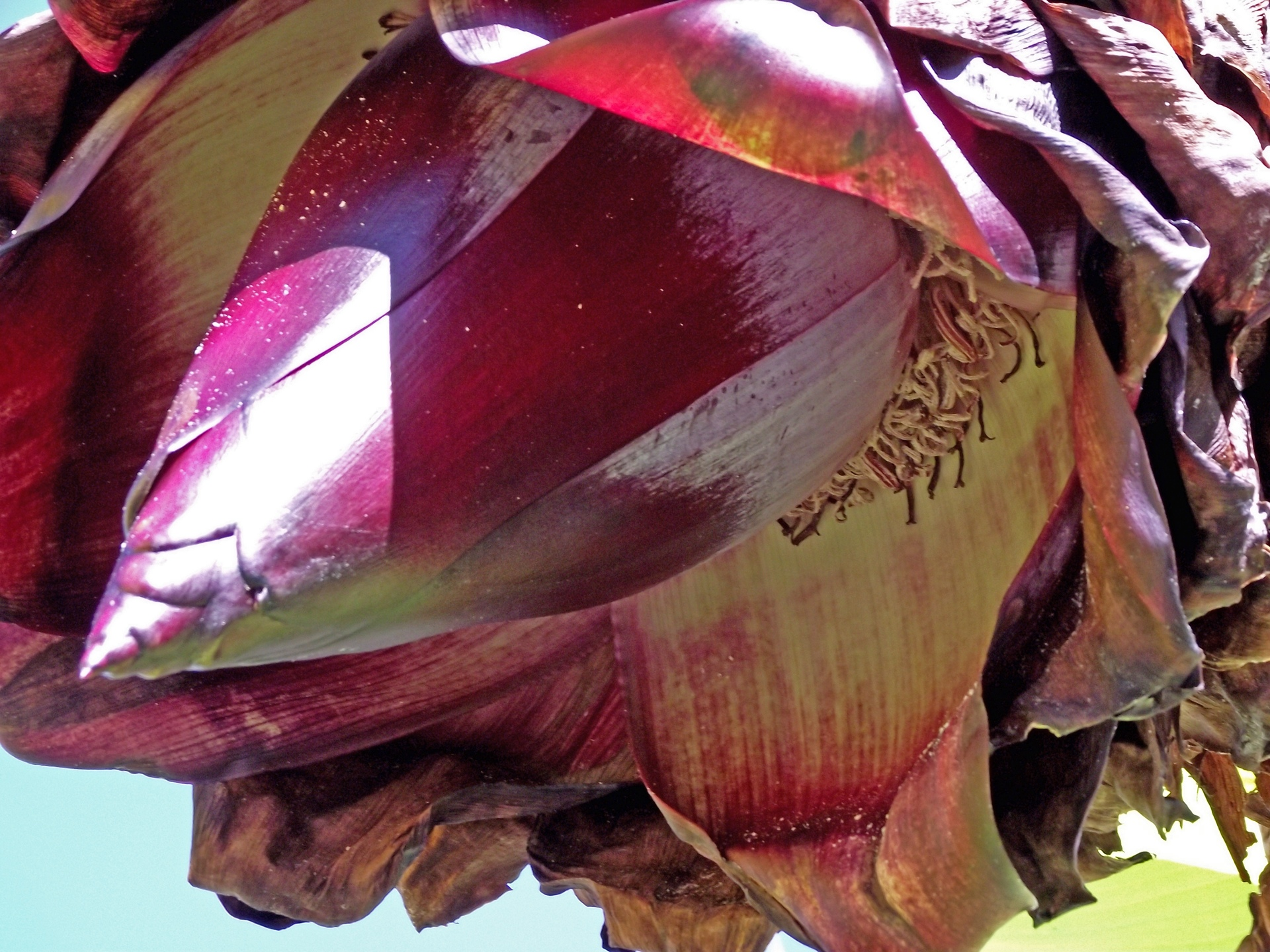
Fiore di E. ventricosum

Come il banano, Ensete ventricosum è una grande pianta non legnosa, una gigantesca pianta perenne sempreverde monocarpica (non un albero) alta fino a 6 m. Ha uno pseudostelo robusto con basi fogliari strettamente sovrapposte e grandi foglie simili a quelle del banano, lunghe fino a 5 m di altezza per 1 m di larghezza, con una nervatura centrale di colore rosa salmone. Una pianta matura pesa circa 250 chilogrammi. I fiori, che spuntano una sola volta dal centro della pianta verso la fine del suo ciclo vitale, sono portati in enormi infiorescenze pendenti lunghe fino a tre metri, da cui si sviluppano trenta o più grappoli di frutti, ricoperte da grandi brattee rosa. Le radici sono un alimento importante, ma i frutti sono immangiabili (insapori) con semi duri, neri e arrotondati.

## Distribuzione e habitat
Cresce sugli altopiani meridionali, centrali e settentrionali dell'Etiopia, intorno al lago Tana, ai monti Semien e fino a Adigrat e nell'Eritrea meridionale. Coltivato nel Vietnam settentrionale e centrale, è utilizzato come ortaggio. Si trova spontaneo nelle foreste montane e fluviali, spesso in radure, calanchi e vicino a ruscelli. In coltura, si incontra ad altitudini comprese tra 1.600 e 3.100 m, ma cresce meglio tra 1.800 e 2.450 m. Per una crescita ottimale, richiede una piovosità media annua di 1.100 – 1.500 mm e temperature medie tra 16 e 20 °C. Può tollerare periodi di siccità e gelo, ma le basse temperature ne rallentano la crescita. Cresce bene nei terreni fertili e ben drenati, da moderatamente acidi ad alcalini (pH tra 5,6 e 7,3), con il 2 – 3% di sostanza organica.
L’ensete è un parente stretto del  banano (Musa sp.) e ad esso morfologicamente simile, essendo entrambe grandi piante erbacee e monocarpiche. Pianta perenne che raggiunge un'altezza da 4 - 11 m, ha il tronco (pseudofusto) costituito da guaine fogliari sovrapposte. Le parti sotterranee e basali rigonfie di queste formano i cormi, lunghi da 0,7 a 1,8 m e, a maturità, del diametro di 1,5 - 2,5 m. Le foglie sono disposte a spirale, emergendo dall'apice dei cormi, hanno lamine intere, lunghe fino a 5 m e larghe 1,5 m, con una nervatura mediana fortemente incanalata e numerose nervature laterali, di colore verde brillante o verde scuro. L'infiorescenza cresce all'apice, i fiori sono unisessuali. I frutti sono bacche oblungo-obovate, di colore arancione a maturità, piuttosto secche e fibrose, contenenti fino a dieci grandi semi neri. 

## Coltivazione
L’ensete è coltivato soprattutto da piccoli agricoltori, in diversi sistemi climatici e agroecologici e con importanti differenze nei sistemi di coltivazione, tra i diversi gruppi etnici. In molti casi, i coltivatori disboscano per piantare ensete, caffè e altre colture. È coltivato in  monocoltura o in consociazione. Le giovani piante vengono solitamente affiancate alle colture annuali come mais, fagioli, cavoli, taro e patata e alle piante perenni come avocado, caffè e agrumi. Questa coltura può anche essere una fonte di reddito, in quanto le piante più grandi possono essere vendute prima di essere lavorate.
L’ensete è spesso coltivato vicino alle abitazioni, così che le piante possono essere facilmente fertilizzate con sterco di vacca e rifiuti domestici. L'applicazione del letame è considerata pratica essenziale dai coltivatori e molto diffusa. Per la messa in coltura, si usano polloni ricavati da un cormo immaturo o si ricorre alla propagazione per seme per eventuali ibridazioni. I polloni raccolti vengono piantati in un vivaio, dove rimangono per circa un anno, per essere in seguito trapiantati, ad una densità da 2 a 4 metri quadrati per pianta e, spesso, pacciamati con erbe secche o detriti vegetali. Il diserbo è importante soprattutto nelle prime fasi della crescita, nella stagione secca è necessario rimuovere le infestanti come Cynodon dactylon e Cyperus rotundus. Ogni anno si effettuano alcune potature, fino alla raccolta. 
I parassiti rappresentano la più grave minaccia per la produzione. La malattia più grave è causata dal batterio Xanthomonas campestris pv musacearum. Le misure di controllo includono la piantumazione di piante sane e prive di malattie di specie meno sensibili, la rotazione delle colture, la rimozione della Canna indica, ospite alternativo. Le malattie causate dai funghi Phyllosticta sp., Piricularia sp. e Drechslera sp., che colpiscono polloni e giovani piante e dei nematodi radicali (Pratylenchus goodeyi, Meloidogyne sp.), si possono controllare con lo sfoltimento dei polloni, il regolare diserbo e la rotazione delle colture. Ulteriori parassiti (topo, talpa, istrice, termiti) e malattie (batteriche, fungine e virali) causano danni da moderati a limitati.
Solitamente il raccolto si pratica da quattro a sette anni dopo il trapianto, ma può essere effettuato in qualsiasi momento, dopo il secondo anno. Il momento di raccolta ottimale è alla comparsa dell'infiorescenza. Se raccolto troppo giovane, si ha un basso contenuto in amido. La raccolta comporta la rimozione dell'intera pianta, l’asportazione delle guaine fogliari dallo pseudofusto e la separazione del cormo. La raccolta e poi l'estrazione dell'amido richiedono un notevole impegno di forza lavoro, in particolare della componente femminile della famiglia. La resa è determinata dalla cultivar, dai fattori climatici, dalla fertilità del suolo, dal tempo di maturazione e dalle modalità di lavorazione. La resa di kocho è di 16 – 42 kg/pianta ovvero 12 – 25 t/ha/anno.

## Servizi di appoggio alla produzione
L’Ethiopian Institute of Biodiversity Conservation and Research in Addis Ababa e la Debub University in Awassa si occupano di raccolta, valutazione, caratterizzazione e conservazione del materiale genetico dell’ensete a livello nazionale. Bioversity International, un centro di ricerca del CGIAR, si dedica alla conservazione a lungo termine dell'intero patrimonio genetico delle banane.
Nel 2005, il Jimma Agricultural Mechanization Research Center (JAMRC) ha sviluppato, con l'assistenza della FAO, tecnologie prototipo per la decorticazione e spremitura dell'ensete.

## Produzione e commercio internazionale
L’ensete è economicamente importante solo in Etiopia. Dal 1997, anno in cui 167.900 ettari risultavano investiti ad ensete, l'area sarebbe aumentata del 46% e la resa di 12 volte, rendendolo la seconda specie coltivata in Etiopia.

## Usi
L’ensete è coltivato per ottenere alimenti amidacei dallo pseudostelo, dal cormo e dal gambo dell'infiorescenza: il kocho, la bulla e l'amicho. Una famiglia media, che dipende dall'ensete come coltura alimentare, coltiva da 200 a 400 piante, con un consumo annuo pro-capite medio del prodotto di 10 a 20 piante. Il prodotto più comune è il kocho, ottenuto dalla fermentazione della polpa, risultante dalla raschiatura dello pseudofusto e dalla schiacciatura del bulbo, avvolta in foglie e posta in una fossa interrata all'interno dell'orto domestico. La bulla si prepara dal liquido amidaceo ottenuto spremendo il composto. Le parti solide possono essere consumate dopo alcuni giorni di decantazione. Il procedimento dura diverso tempo e assorbe molto lavoro e può essere meccanizzato. Per il consumo, si prepara un impasto, da stendere in strato sottile per la cottura su una piastra riscaldata. La bulla si consuma anche come semolino. In alcune zone, il kocho è un alimento di prestigio per feste e cerimonie. 100 g. di kocho e di bulla freschi contengono da 48 a 51% di acqua,  0,2% di proteina e forniscono da 171 a 225 calorie
Le guaine fogliari forniscono fibre di buona qualità per la fabbricazione di corde, cesti, stuoie, sacchi, materassi e materiale da imballaggio. Ad alcune varietà si attribuiscono, inoltre, proprietà medicinali: per trattare le fratture, stimolare il travaglio o indurre l'aborto e curare l'epatite e altri disturbi del fegato. La pianta fornisce un foraggio del valore superiore a quello dei sottoprodotti di molte colture, le foglie contengono in media per 100 g di sostanza secca circa 12 g di proteina. Alcune specie sono coltivate come piante ornamentali.

## Ripartizione di genere del lavoro e sicurezza alimentare
La ripartizione del lavoro, dalla semina alla gestione post-raccolta è ben definita. Tradizionalmente, gli uomini sono responsabili dell’impianto, uomini e donne intervengono nel controllo delle infestanti, mentre le donne si occupano della maggior parte della raccolta e della lavorazione del prodotto, di maggiore assorbimento di lavoro. La pianta ha così meritato, a ragione, la definizione di Coltura delle donne. Spettano alle donne capofamiglia le decisioni relative all’epoca della raccolta e all’impiego del ricavato dalla vendita dei prodotti. L’adozione di tecnologie anche semplici di processamento potrebbe ridurre significativamente l’impegno fisico e i tempi di lavorazione, aumentando al contempo la resa e il valore del prodotto.
L’ensete sostiene la sicurezza alimentare di circa 20 milioni di persone ed ha meritato il titolo di Albero contro la fame, per la sua capacità di resistere alla siccità e ad altre avversità. Può essere raccolto in qualsiasi momento dell'anno e in qualsiasi fase, per diversi anni, mentre il suo amido disidratato può essere conservato per lunghi periodi. Capace di rese elevate con esigenze ridotte, può sostenere una popolazione più ampia per unità di superficie rispetto ai cereali. In quanto coltura perenne, non necessita dissodamento, previene l'erosione con la sua ampia chioma e migliora la fertilità del suolo.